# 心理声学
心理声学（Psychoacoustics）是研究人对声音感知的学科，即研究人对声音包括言语、音乐的生理和心理反应的科学，是心理物理学的分支学科。

## 背景
听觉不完全是波的力学现象。声音是一种机械波，通过空气传播到人耳，在人耳中转变为神经动作电位，神经脉冲到达大脑，人感知到声音。因此，在很多声学问题中，比如音频信号处理，需要考虑听觉体验中人的耳朵和大脑的作用。比如，内耳在把声音波形转化为神经刺激的过程中起着重要作用，有些波形的差别可能无法被感知到。  这一知识可以应用到数据压缩技术，比如MP3。 人耳对不同强度的声音的响应是非线性的，这种非线性的响应叫做响度。电话网络和音频降噪系统利用这一事实，先对数据样本进行非线性压缩，然后再传递数据，然后在接收端解压缩，播放声音。

## 感知极限
人能听到的声音的频率范围约为20Hz到20,000Hz，上限随年龄增長而减小，大多数成年人無法听到频率在16000Hz以上的声音。在理想实验室条件下，人能分辨出的乐音的最低频率是12 Hz。 4到16赫兹的乐音可由体感感知。
对于1000至2000赫兹的八度音，人耳的分辨率是3.6赫兹。

## 声音定位
由雙耳所聽到的聲音的時間差或是響度差，普通人可以辨識出聲音的方位，經過練習或是訓練的人可以得知音源相對於自身的三度空間位置；例如：電子競技的選手搭配耳機可以辨識出敵人的位置。